# Bennie Moten
Benjamin “Bennie” Moten né le 13 novembre 1894 à Kansas City dans le Missouri et mort le 2 avril 1935 à Kansas City, est un pianiste, compositeur et chef d'orchestre de jazz américain, connu pour avoir été l'un des fondateurs avec Fletcher Henderson des big bands de jazz et créé le style Kansas City qui sera perpétué par Count Basie et son big band.

## Biographie

### Jeunesse et formation
Bennie Moten apprend à jouer du saxophone baryton, ce qui lui permettra de se produire dans les brass bands de Kansas City, puis il apprend le piano et étudie le ragtime auprès de pianistes formés par Scott Joplin. Bennie Moten montre ses capacités de direction d'orchestre. C'est ainsi qu'en 1918, il fonde le BB & D. Trio, avec Dude Langford à la batterie et la chanteuse Bailey Handcock. Le trio se produit au Panama Club et dans divers bars des hôtels de Kansas City tout en faisant parallèlement des tournées dans le Midwest dans les années 1920,,.

### Carrière
En 1923 Le BB & D. Trio s'élargit d'une section de saxophones et prend le nom de Bennie Moten’s Kansas City Orchestra. La même année, l'orchestre réalise ses premiers enregistrements pour les studios OKeh Records de Saint Louis. En 1926, il signe un contrat avec Victor Records. 
Fort de ce nouvel orchestre Bennie Moten l’emmène s'installer à New York. En 1929  il intègre au sein de son orchestre les musiciens des Blue Devils de Walter Page (en), tels que  le chanteur Jimmy Rushing, le saxophoniste ténor Ben Webster, le trompettiste Oran «Hot Lips» Page, Walter Page lui même à la contrebasse et enfin un second pianiste William "Count" Basie. Puis suivent les embauches des clarinettistes et saxophonistes Herschel Evans, Eddie Barefield et Lester Young,. Avec son orchestre renforcé, il crée le style de big band au son spécifique dit le Kansas City jazz. 

### Fin et succession
En 1935, le  Kansas City Orchestra se rend à Denver pour se produire au Rainbow Ballroom, Bennie Moten reste à Kansas City pour se faire opérer des amygdales avant de les rejoindre. Mais pour des causes peu claires, ce qui aurait dû être une opération de routine tourne mal : Bennie Moten meurt sur la table d'opération à l'âge de 40 ans. 
Bennie Moten repose au Highland Cemetery de Kansas City.
En 1936, après sa mort, l'orchestre est repris en main par Count Basie et prend le nom du Count Basie orchestra. Il deviendra par la suite un big band de jazz de réputation mondiale aux côtés de ceux de Duke Ellington et de Cab Calloway,.

## Discographie (sélection)

### Enregistrements originaux
- 1923 : Elephant's Wobble / Crawdad Blues, OKeh / 8100,
- 1925 : Tulsa Blues / Goofy Dust, OKeh / 8184,
- 1925 : Vine Street Blues / South, OKeh / 8194,
- 1925 : As I Like It / Baby Dear, OKeh / 8213,
- 1925 : South Street Blues / She's Sweeter Than Sugar, OKeh / 8255
- 1926 : Kater Street Rag / Sister Honky Tonk, OKeh / 8277,
- 1927 : Midnight Mama / Missouri Wobble, Victor / 20422,
- 1927 : Kansas City Shuffle / Yazoo Blues, Victor / 20485,
- 1927 : 12th Street Rag / Baby Dear, Victor / 20946,
- 1928 : Pass Out Lightly / Ding-Dong Blues, Victor / 21199,
- 1928 : Get Low-Down Blues / Kansas City Breakdown, Victor / 21693,
- 1928 : Justrite / Trouble in Mind, Victor / 21739,
- 1929 : Slow Motion / Hot Water Blues, Victor / V-38012,
- 1929 : South / She's No Trouble, Victor / 24893,
- 1929 : It's Hard to Laugh or Smile / Tough Breaks, Victor / V-38037,
- 1929 : Moten's Blues / Let's Get It, Victor / V-38072,
- 1929 : That's What I'm Talking About / Terrific Stomp, Victor / V-38081,
- 1929 : Kansas City Squabble / New Goofy Dust Rag, Victor / V-38091,
- 1930 : Rite Tite / That Certain Motion, Victor / V-38104,
- 1930 : Loose as a Goose / It Won't Be Long, Victor / V-38123,
- 1930 : Boot It / Everyday Blues (Yo Yo Blues), Victor / V-38144,
- 1930 : Band Box Shuffle / New Vine Street Blues, Victor / 23007,
- 1930 : Won't You Be My Baby? / Somebody Stole My Gal, Victor / 23028,
- 1931 : When I'm Alone / I Wish I Could Be Blue, Victor / 22734,
- 1932 : Oh! Eddie / Pepper Steak, Victor / 22958,
- 1933 : New Orleans / Lafayette, Victor / 24216,
- 1933 : Moten's Swing / Toby, Victor / 23384,
- 1933 : The Count / Here Comes Marjorie, Victor / 23391,
- 1933 : Milenberg Joys / Blue Room, Victor / 24381.

### Rééditions sur CD et Vinyle (sélection)
- 1979 : The Complete Bennie Moten Vol. 1/2 (1926-1928), RCA, (OCLC 1137030733),
- 1982 : The complete Bennie Moten. vol. 3/4 (1928/1930), RCA, (OCLC 18944713),
- 1983 : The complete Bennie Moten. vol. 5/6 1930-1932, RCA, (OCLC 623920394),
- 1995 :  Bennie Moten's Kansas City Orchestra, Best of Jazz, (OCLC 35554799),
- 2000 : Bennie Moten, Band Box Shuffle 1929 - 1932,  Hep, (ASIN B00004WGY3),
- 2007 : Bennie Moten's Kansas City Orchestra, Okeh Sessions Plus Victor Alte, Cygnet, (ASIN B00014X8MW),
- 2016 : The Bennie Moten Collection 1923-32, Fabulous, (ASIN B01CF2UHEY),